# NGC 998
NGC 998 ist eine Spiralgalaxie vom Hubble-Typ SABb Sternbild Walfisch südlich des Himmelsäquators. Sie ist schätzungsweise 294 Millionen Lichtjahre von der Milchstraße entfernt und hat einen Durchmesser von etwa 90.000 Lj. Gemeinsam mit NGC 997 bildet sie ein gravitativ gebundenes Galaxienpaar.
Das Objekt wurde von dem Astronomen Albert Marth am 10. November 1863 mithilfe eines 48-Zoll-Teleskops entdeckt.